# 초구
기하학에서 초구(超球, 영어: hypersphere)는 2차원 곡면인 구를 임의의 차원으로 일반화한 공간이다.

## 정의
{\displaystyle n}차원 초구 {\displaystyle S^{n}}은 {\displaystyle n+1}차원 유클리드 공간에서, 원점에서 일정한 거리에 있는 점들의 부분 공간이다.
{\displaystyle \mathbb {S} ^{n}=\{x\in \mathbb {R} ^{n+1}\colon \|x\|=1\}}
이는 유클리드 공간으로부터 리만 계량을 이어받아 {\displaystyle n}차원 리만 다양체를 이룬다.
이는 다음과 같이 직교군 또는 스핀 군에 대한 동차 공간으로 여길 수 있다.
{\displaystyle \mathbb {S} ^{n}\cong \operatorname {SO} (n+1)/\operatorname {SO} (n)\cong \operatorname {Spin} (n+1)/\operatorname {Spin} (n)}

## 성질

### 넓이와 부피
반지름이 {\displaystyle r}인 n차원 초구의 초부피는
{\displaystyle V_{n}={\pi ^{\frac {n}{2}} \over {\frac {n}{2}}\Gamma ({\frac {n}{2}})}r^{n}={C_{n}r^{n}}}
이다. 여기서 {\displaystyle \Gamma }는 감마 함수이다.
{\displaystyle n}차원 초구의 겉부피는
{\displaystyle S_{n-1}={{2\pi ^{{n} \over {2}}} \over {\Gamma \left({{n} \over {2}}\right)}}r^{n-1}}
이다. 예를 들어, 4차원 초구의 초부피는 {\displaystyle {\pi ^{2}r^{4}} \over {2}}이고, 겉부피는 {\displaystyle {2\pi ^{2}r^{3}}}이다.

### 호몰로지와 호모토피
초구의 특이 호몰로지와 특이 코호몰로지는 다음과 같다.
{\displaystyle \operatorname {H} _{i}(\mathbb {S} ^{n})\cong {\begin{cases}\mathbb {Z} &i\in \{0,n\}\\0&i\not \in \{0,n\}\end{cases}}}
{\displaystyle \operatorname {H} ^{i}(\mathbb {S} ^{n})\cong {\begin{cases}\mathbb {Z} &i\in \{0,n\}\\0&i\not \in \{0,n\}\end{cases}}}
드람 코호몰로지에서, 이 코호몰로지류는 상수 함수 및 부피 형식의 상수배에 의하여 대표된다.
초구의 호모토피 군은 일반적으로 매우 복잡하며, 아직 완전히 계산되지 못했다.
|    | π1 | π2 | π3 | π4 | π5 | π6  | π7    | π8  | π9  | π10    | π11 | π12 | π13    | π14         | π15     |
| -- | -- | -- | -- | -- | -- | --- | ----- | --- | --- | ------ | --- | --- | ------ | ----------- | ------- |
| S0 | 0  | 0  | 0  | 0  | 0  | 0   | 0     | 0   | 0   | 0      | 0   | 0   | 0      | 0           | 0       |
| S1 | ℤ  | 0  | 0  | 0  | 0  | 0   | 0     | 0   | 0   | 0      | 0   | 0   | 0      | 0           | 0       |
| S2 | 0  | ℤ  | ℤ  | ℤ2 | ℤ2 | ℤ12 | ℤ2    | ℤ2  | ℤ3  | ℤ15    | ℤ2  | ℤ2  | ℤ12×ℤ2 | ℤ84×ℤ2      | ℤ2      |
| S3 | 0  | 0  | ℤ  | ℤ2 | ℤ2 | ℤ12 | ℤ2    | ℤ2  | ℤ3  | ℤ15    | ℤ2  | ℤ2  | ℤ12×ℤ2 | ℤ84×ℤ2      | ℤ2      |
| S4 | 0  | 0  | 0  | ℤ  | ℤ2 | ℤ2  | ℤ×ℤ12 | ℤ2  | ℤ2  | ℤ24×ℤ3 | ℤ15 | ℤ2  | ℤ23    | ℤ120×ℤ12×ℤ2 | ℤ84×ℤ25 |
| S5 | 0  | 0  | 0  | 0  | ℤ  | ℤ2  | ℤ2    | ℤ24 | ℤ2  | ℤ2     | ℤ2  | ℤ30 | ℤ2     | ℤ23         | ℤ72×ℤ2  |
| S6 | 0  | 0  | 0  | 0  | 0  | ℤ   | ℤ2    | ℤ2  | ℤ24 | 0      | ℤ   | ℤ2  | ℤ60    | ℤ24×ℤ2      | ℤ23     |
| S7 | 0  | 0  | 0  | 0  | 0  | 0   | ℤ     | ℤ2  | ℤ2  | ℤ24    | 0   | 0   | ℤ2     | ℤ120        | ℤ23     |
| S8 | 0  | 0  | 0  | 0  | 0  | 0   | 0     | ℤ   | ℤ2  | ℤ2     | ℤ24 | 0   | 0      | ℤ2          | ℤ×ℤ120  |
초구 {\displaystyle S^{n}}의 (비축소) 복소수 위상 K군들은 다음과 같다.:39
{\displaystyle \operatorname {KU} ^{0}(\mathbb {S} ^{2n})=\mathbb {Z} ^{2}}
{\displaystyle \operatorname {KU} ^{1}(\mathbb {S} ^{2n})=0}
{\displaystyle \operatorname {KU} ^{0}(\mathbb {S} ^{2n+1})=\mathbb {Z} }
{\displaystyle \operatorname {KU} ^{1}(\mathbb {S} ^{2n+1})=\mathbb {Z} }
초구의 축소 복소수 위상 K군들은 다음과 같다.
{\displaystyle \operatorname {\widetilde {KU}} ^{0}(\mathbb {S} ^{2n})=\operatorname {\widetilde {KU}} ^{1}(\mathbb {S} ^{2n+1})=\mathbb {Z} }
{\displaystyle \operatorname {\widetilde {KU}} ^{1}(\mathbb {S} ^{2n})=\operatorname {\widetilde {KU}} ^{0}(\mathbb {S} ^{2n+1})=0}
초구의 축소 실수 위상 K군들은 다음과 같다.:§3.1
{\displaystyle \operatorname {\widetilde {KO}} ^{m}(\mathbb {S} ^{n})={\begin{cases}\mathbb {Z} &n-m\equiv 0,4{\pmod {8}}\\\mathbb {Z} /(2)&n-m\equiv 1,2{\pmod {8}}\\0&n-m\equiv 3,5,6,7{\pmod {8}}\end{cases}}}

### 세포 복합체 구조
{\displaystyle n}차원 초구는 표준적으로 하나의 0차원 세포와 하나의 {\displaystyle n}차원 세포를 가지는 세포 복합체 구조를 갖는다.

### 리 군과의 관계

#### 초구 위의 리 군 구조
리 군과 미분 동형인 초구는 다음이 전부이다.
{\displaystyle \mathbb {S} ^{0}\cong \operatorname {Cyc} (2)} (2차 순환군)
{\displaystyle \mathbb {S} ^{1}\cong \operatorname {U} (1)} (원군)
{\displaystyle \mathbb {S} ^{3}\cong \operatorname {SU} (2)} (2차 특수 유니터리 군)

#### 동차 공간으로의 표현
초구 {\displaystyle \mathbb {S} ^{n}}가 다음과 같이 리 군으로 표현된다고 하자.
{\displaystyle \mathbb {S} ^{n}\cong G/H}
여기서
- {\displaystyle \cong }은 미분 동형이다. (이를 호모토피 동치로 약화시켜도 이 분류는 마찬가지로 성립한다.)
- {\displaystyle G}는 연결 콤팩트 리 군이다.
- {\displaystyle H}는 {\displaystyle G}의 닫힌 부분군이다.
- {\displaystyle G}는 {\displaystyle \mathbb {S} ^{n}} 위의 유효 작용을 가지며, 이는 기약 작용이다.

그렇다면, 이러한 표현은 다음이 전부이다.:Theorem 10
| G       | H       | 초구의 차원 |
| ------- | ------- | ----------- |
| SO(n+1) | SO(n)   | n           |
| SU(k)   | SU(k−1) | 2k−1 (k≥2)  |
| Sp(k)   | Sp(k−1) | 4k−1 (k≥2)  |
| G2      | SU(3)   | 6           |
| Spin(7) | G2      | 7           |
| Spin(9) | Spin(7) | 15          |

특히, {\displaystyle \mathbb {S} ^{n}=\operatorname {SO} (n+1)/\operatorname {SO} (n)}이므로, 모든 초구는 대칭 공간이다.

## 예
0차원 초구 {\displaystyle S^{0}}은 두 점으로 이루어진 이산 공간이다.
1차원 초구는 원 (기하학)이다. 2차원 초구는 일반적인 구다. 3차원 초구는 리 군 SU(2)와 동형이다.
3차원 이상의 초구는 호프 올뭉치에 등장한다.